# Zvirynecka (stanice metra v Kyjevě)
Zvirynecka (ukrajinsky Звіринецька, Zvirynec'ka, rusky Зверинецкая, Zverineckaja, do roku 2023 Družby narodiv, ukrajinsky Дружби народів) je stanice kyjevského metra na Syrecko-Pečerské lince na severním okraji čtvrti Zvirynec jižně od Starého Kyjeva. Stanice byla otevřena v rámci druhého úseku linky Syrecko-Pečerska dne 30. prosince 1991.
V roce 2014 stanice Zvirynecka denně obsloužila 23 000 cestujících a nachází se na severním okraji čtvrti Zvirynec pod bulvárem Mikoly Michnovskoho, kam ústí samotné východy ze stanice. Do 18. května 2023 se stanice jmenovala Družby narodiv, z důvodu dekomunizace Ukrajiny a přejmenování bývalého bulváru Družby narodiv (dnešní bulvár Mikoly Michnovskoho) se stanice přejmenovala dle čtvrti Zvirynec na jehož severním okraji se stanice nachází.

## Konstrukce stanice
První zmínka stanice je v mapě z roku 1970, tahle mapa zobrazovala plánované stanice třetí linky, na ní se objevil název Bul. Družby narodiv a byla plánovaná jako konečná stanice linky. Ve finálních plánech linky v roce 1981 se již počítalo s názvem Družby narodiv. Nejdříve se plánovalo že stanice bude jednolodní petrohradského typu, jelikož výstaba dané stanice by byla lehčí. Později vyvinul Kyjevmetroprojekt vlastní typ jednolodní stanice kyjevského typu, který by byl postaven z prefabrikovaného betonu, ale později se z nápadu jednolodní stanice vzešlo a rozhodlo se vystavět klasickou hluboce založenou trojlodní stanici.
Stavba druhého úseku linky Syrecko-Pečerska, třetí linky kyjevského metra, byla zahájena v 80. letech 20. století. Druhý úsek byl rozdělen do dvou etap, kdy první etapa se stanicemi Pečerska a Družby narodiv (dnešní Zvirynecka) měla být otevřena v roce 1990 a druhá etapa se stanicí Vydubyči se měla otevřít o dva roky později, kvůli předčasné výstavbě Jižního mostu a stanice Slavutyč, se rozhodlo o přeskočení otevření stanice Pečerska a otevřít druhý úsek bez stanice v roce 1991. Kvůli rozdělení druého úseku do dvou etap se za stanicí nachází obratová kolej, kde se měly obracet soupravy až do otevření úseku do stanice Vydubyči.
Druhý úsek linky byl oficiálně otevřen 30. prosince 1991 a sestával ze dvou stanic a to Družby narodiv (dnešní Zvirynecka) a Vydubyči.

## Charakteristika
Z technického hlediska byla stanice postavena jako hluboko založená trojlodní stanice v přibližné hloubce 66 m pod zemí. Skládá se ze tří odlišných klenutých hal s jednou centrální halou a dvěma bočními halami s nástupišti, z nichž každý je oddělen řadou pilířů. Centrální hala je s jediným podzemním vestibulem propojena jedním eskalátorovým tunelem s třemi eskalátory. Podzemní vestibul ve tvaru do písmena L má dva vchody z bulváru Mikoly Michnovskoho na severním okraji čtvrti Zvirynec.
Design stanice je založen na podobě chrámu z Kyjevské Rusi. Klenba stanice je obložena bílými plastovými krytinami (které se nachází i u stanic linky B v Praze) a pilíře stanice jsou obloženy hnědými cihlami. Kombinace hnědých cihel a bílých plastových krytin mají symbolizovat vzhled chrámů s bílými či cihlovými stěnami. Podlaha stanice je obložena černou žulou které přetínaly pásy z mramoru, které kvůli rychlému opotřebení byly nahrazeny keramickými dlaždicemi. Na kolejové zdi se nachází medailony obložené hnědými dihlami s názvem samotné stanice, před přejmenováním stanice měl text jedinečný styl, po přejmenování stanice byl použit spíše staroukrajinský styl písma, který stanice sdíli i se stanicí Plošča Ukrajinskych Herojiv.
Na konci střední haly se nachází dekorativní kompozice nazvaná Suchá fontána, která je složena z dvou bloků ve tvaru půlkruh, které jsou obleženy cihlami.